# Omphalodipara splendida
Omphalodipara splendida är en stekelart som beskrevs av Girault 1923. Omphalodipara splendida ingår i släktet Omphalodipara och familjen puppglanssteklar. Inga underarter finns listade i Catalogue of Life.